# Saul O’Hara
Saul O’Hara ist ein legendiertes Pseudonym des Dramatikers Peter Hacks (1928–2003) und dessen Frau Anna Elisabeth Wiede (1928–2009).

## Umstände der Namenswahl
Als Kommunist hatte Peter Hacks kaum Chancen, seine Stücke auf bundesdeutsche Bühnen zu bringen.  Nach mehreren Misserfolgen ersannen er und seine Frau Anna Elisabeth Wiede das Pseudonym Saul O’Hara. Es sollte nicht nur Hacks’ verfemten Namen verschleiern, sondern auch den Erfolg am finanziell orientierten Boulevardtheater befördern.
Unter dem Pseudonym des vermeintlichen Übersetzers Hans-Joachim Pauli bot Peter Hacks am 28. November 1960 dem Verleger und Leiter des Münchner Drei-Masken-Verlags, Hans-Joachim Pavel (1919–2006), die Persiflage eines typisch englischen Kriminalstücks des angeblich irischen Schriftstellers und Nationalökonomen Saul O’Hara an. Dieses Theaterstück mit dem Titel Heiraten ist immer ein Risiko, dessen angebliches Original Risky Marriage „unglücklicherweise verlorengegangen“ sei (so Peter Hacks im Brief an Pavel), wurde das meistgespielte Stück der Spielzeit 1963/64 in der BRD und wird auch heute noch immer wieder gern aufgeführt.
Zusammen mit Risky Marriage brachte Peter Hacks auch eine glaubwürdige Legende zu Saul O’Hara in Umlauf. Die nachfolgenden Angaben zum Leben und Werk gehen von jener Legende aus:

## Saul O’Hara (Legende)
Saul O’Hara (* 1924 in Cork) ist ein irischer Schriftsteller und Wirtschaftswissenschaftler.

### Leben
O’Hara lebt seit seinem dritten Lebensjahr in England. Er ist seit 1948 verheiratet.
Er wurde zum Doktor der Wirtschaftswissenschaften promoviert und veröffentlichte mehrere Werke zu ökonomischen Themen wie Die Bewegung des Silberpreises während der Regierungen Heinrichs III. und Eduards I., Das Geldgesetz von 1844 oder Allgemeine Werttheorie der Edelmetalle.
Sein erstes Theaterstück Heiraten ist immer ein Risiko (Risky Marriage) wurde 1959 uraufgeführt. Drei Jahre später fand seine deutschsprachige Erstaufführung im Theater in der Josefstadt in Wien statt, die deutsche Erstaufführung erfolgte unter dem Titel Inspektor Campbells letzter Fall am 8. Dezember 1962 in den Kammerspielen des Deutschen Theaters in Ost-Berlin, gefolgt von einer weiteren Aufführung am 17. Januar 1963 am Staatstheater Stuttgart. 1971 wurde das Stück unter dem Titel Noch einen Löffel Gift, Liebling? auf die Opernbühne gebracht (Libretto von Peter Hacks, komponiert von Siegfried Matthus).
Weiteres Theaterstück: Der Whisky lauwarm, das Bett in der Halle

### Radio-Dokumentation
- 1962 Inspektor Campbells letzter Fall, Inszenierung: Wolfgang Langhoff, mit Gerhard Bienert, Amy Frank, Friedrich Richter u. a. am Deutschen Theater Berlin in der Sendung: Berlin – Weltstadt des Theaters
- 1972 Noch einen Löffel Gift, Liebling, Inszenierung: Götz Friedrich an der Komischen Oper Berlin in der Sendung: Berlin – Weltstadt des Theaters von Dieter Kranz

### Verfilmungen
- 1967 Heiraten ist immer ein Risiko, Fernsehfilm mit Carl-Heinz Schroth

### Hörspiel
- 1989: Heiraten ist immer ein Risiko, mit Thomas Holtzmann, Hans Korte, Maria Becker u. a., Regie: Lilian Westphal, Bayerischer Rundfunk